# La Profession d'Ann Carver
Pour plus de détails, voir Fiche technique et Distribution.
La Profession d'Ann Carver (Ann Carver's Profession) est un film américain réalisé par Edward Buzzell, sorti en 1933.

## Synopsis
La relation entre une avocate et son mari, entre la pression qu'elle ressent à son travail et dont la réussite financière exerce des problèmes sur leur mariage

## Fiche technique
- Titre original : Ann Carver's Profession
- Titre français : La Profession d'Ann Carver
- Réalisation : Edward Buzzell
- Scénario : Robert Riskin
- Photographie : Ted Tetzlaff
- Montage : Maurice Wright
- Costume : Letty Lee
- Société de production : Columbia Pictures
- Pays de production : États-Unis
- Format : Noir et blanc - 1,37:1
- Genre : drame
- Date de sortie [1] : 
  - États-Unis : 9 juin 1933
  - France : 16 mars 1934

## Distribution
- Fay Wray : Ann Carver Graham
- Gene Raymond : William 'Bill' 'Lightning' Graham
- Claire Dodd : Carole Rodgers
- Jessie Ralph : Terry
- Claude Gillingwater : Juge Bingham
- Frank Albertson : Jim Thompson
- Arthur Pierson : Ken Bingham
- Robert Barrat : Andrew Simmons (non crédité)
- Leonard Carey : Melville (non crédité)
- Frank Conroy : boulanger (non crédité)
- Edward Hearn : invité à la fête (non crédité)
- Edwin Stanley : Clarkson (non crédité)
- Jack Luden : Architecte(non crédité)
- Dennis O'Keefe : invité à la fête (non crédité)